# Hiob von Hontheim
Nikolaus Richard Maria Hiob von Hontheim (né le 27 décembre 1813 à Coblence et mort le 11 janvier 1883 dans la même ville) est un général de division prussien.

## Biographie

### Origine
Il est le fils d'un juge principal et de son épouse, née Gattermann.

### Carrière militaire
Hontheim est diplômé du lycée de Coblence et s'engage ensuite le 1er avril 1832 dans le 7e régiment d'uhlans (de) de l'armée prussienne. Il y fut promu au rang de sous-lieutenant à la mi-avril 1834. En 1837/38, Hontheim est affecté à l'escadron d'instruction et, en mars 1847, à l'escadron de cavalerie du bataillon de Landwehr du 40e régiment d'infanterie à Gräfrath. À la mi-juillet 1848, il est promu premier lieutenant et un an plus tard participe à la répression des troubles révolutionnaires dans le Bade et dans le Palatinat. Hontheim est déployé à Kirchheimbolanden, Dürkheim, Durlach et Kuppenheim et est décoré de l'ordre de l'Aigle rouge de 4e classe pour son comportement. En 1851, il est nommé chef d'escadron au 7e régiment d'uhlans de la Landwehr à Sarrebruck et à ce titre Hontheim devient capitaine le 22 juin 1852. Avec sa nomination comme chef d'escadron, il retourne au 7e régiment d'uhlans le 10 août 1854. Le 11 juin 1858, Hontheim devient chef d'escadron dans le régiment de cuirassiers de la Garde, avec le titre de major. Le 12 mars 1859, il reçoit le brevet correspondant à son grade et est promu officier d'état-major. Il est ensuite affecté, à partir du 7 avril 1863, au commandement du 7e régiment de cuirassiers à partir du 7 avril 1863. À ce poste, il est promu colonel le 8 juin 1866 et, la même année, il mène son régiment avec une distinction particulière dans la bataille de Sadowa pendant la guerre contre l'Autriche. Pour cela, il reçoit la croix de Commandeur de l'ordre de la Maison royale de Hohenzollern avec épées le 20 septembre 1866.
Le 18 juin 1869, Hontheim est nommé commandant de la 9e brigade de cavalerie à Glogau avec le poste à la suite de son régiment. Au début de la guerre contre la France, il est nommé commandant de la 8e brigade de cavalerie mobile et promu général de division quelques jours plus tard. Hontheim dirige sa grande unité dans les batailles de Wissembourg, Frœschwiller-Wœrth, Beaumont, Sedan et Artenay. Après le traité de Versailles, il est nommé commandant de la nouvelle 31e brigade de cavalerie à Strasbourg et honoré pour ses réalisations pendant la guerre avec la croix de fer de 1re classe et la croix de Grand Commandeur de l'ordre bavarois du Mérite militaire. En recevant l'ordre de l'Aigle rouge de 2e classe avec feuilles de chêne et épées sur l'anneau, Hontheim est mis à la disposition de l'armée le 17 septembre 1872 avec la pension légale. Il décède dans sa ville natale sans être marié.